# Harmony Ikande
Harmony Ikande (nacido el 17 de septiembre de 1990 en Nigeria) es un futbolista Nigeriano Formado en las inferiores del AC Milan de Italia, y actualmente juega para el Hapoel Ramat Gan FC de la Liga Leumit.

## Trayectoria
Formado con el AC Milan de la Serie A, Harmony tuvo la oportunidad de participar con el equipo de primera división en una gira de amistosos por los Estados Unidos en el año 2010.

## Clubes
| Club                    | País    | Año           | PJ | Goles |
| ----------------------- | ------- | ------------- | -- | ----- |
| AC Milan                | Italia  | 2008 - 2009   |    |       |
| S.S. Monza (Cedido)     | Italia  | 2009 - 2010   | 5  | 0     |
| US Poggibonsi (Cedido)  | Italia  | 2010          |    |       |
| Extremadura UD (Cedido) | España  | 2010 - 2011   | 8  | 2     |
| Budapest Honvéd         | Hungría | 2011          | 7  | 1     |
| Beitar Jerusalem        | Israel  | 2011 - 2012   | 2  | 0     |
| Hapoel Ashkelon         | Israel  | 2012 - 2013   | 14 | 1     |
| FC Hoverla Uzhhorod     | Ucrania | 2013 - 2014   | 10 | 1     |
| Hapoel Tel Aviv         | Israel  | 2014 - 2015   | 12 | 1     |
| FK Sarajevo             | Bosnia  | 2015          | 6  | 0     |
| Maccabi Yavne FC        | Israel  | 2016          | 14 | 0     |
| Aris de Limassol        | Chipre  | 2016-2017     | 12 | 1     |
| Hapoel Nazareth Illit   | Israel  | 2017          | 10 | 0     |
| Hapoel Ramat Gan FC     | Israel  | 2018-presente | 6  | 0     |

## Carrera Internacional
En el nivel internacional representó la selección de Nigeria en la Copa Mundial de Fútbol Sub-20 de 2009 celebrada en Egipto